# Lubna Jaffery
Lubna Boby Jaffery (ur. 2 kwietnia 1980) – norweska polityczka, od 2023 roku ministerka kultury i równości. W latach 2009–2013 była sekretarzem stanu w Ministerstwie Kultury, a w latach 2019–2021 komisarzem miasta Bergen ds. pracy, spraw społecznych i mieszkalnictwa.

## Życiorys
Jest córką pakistańskich imigrantów. Ukończyła studia z zakresu polityki porównawczej, prawa publicznego i socjologii na Uniwersytecie w Bergen. Uzyskała tytuł magisterski z administracji i teorii organizacji na tej samej uczelni. Pracowała jako doradczyni w departamencie technologii i społeczeństwa fundacji SINTEF.

### Działalność polityczna
Działała w młodzieżówce Partii Pracy, następnie dołączyła do tej partii. W 1999 roku została radną Bergen, zasiadła w Komisji Finansów i Przemysłu. W 2003 roku została radną gminy Fjell gdzie zasiadła w Komisji Planowania i Rozwoju. Od 2008 roku pracowała jako doradczyni polityczna ministra pracy. W 2009 roku została zastępczynią deputowanego do Stortingu z okręgu Hordaland. 23 października tego samego roku została powołana na stanowisko sekretarza stanu w Ministerstwie Kultury i Kościoła. Po zmianach w rządzie w styczniu 2010 roku została powołana na stanowisko sekretarza stanu w Ministerstwie Kultury. W 2013 i 2017 roku uzyskiwała reelekcję jako zastępczyni deputowanego do parlamentu. W 2019 roku została komisarką Bergen ds. pracy, spraw społecznych i mieszkalnictwa.
W październiku 2021 roku została deputowaną do Stortingu w miejsce Marte Mjøs Persen. Została wiceprzewodniczącą Komisji Kontroli i Konstytucji oraz członkinią delegacji Stortingu do Zgromadzenia Parlamentarnego NATO. Weszła także w skład zarządu klubu Partii Pracy w parlamencie. 28 czerwca 2023 roku powołano ją na stanowisko ministerki kultury i równości.

## Kontrowersje
W czerwcu 2024 roku, podczas talk-show Skeiv Preik zorganizowanego z okazji Oslo Pride, pokazała publicznie biust. Zrobiła to w efekcie otrzymania tytułu Gay Mom; jak sama tłumaczyła, po to, by jako patronka osób queer pokazać, że osoby queer powinny czuć się bezpieczne i wolne. Pozytywnie na temat jej zachowania wypowiedział się premier Norwegii, Jonas Gahr Store.